# أبو الحسن الربعي (عالم حديث)
أبو الحسن الرَّبَعي (ت. 444 هـ / 1052 م) هو عالم وراوي حديث مالكي، من أهل دمشق.
هو علي بن محمد بن صافي بن شجاع الربعي، أبو الحسن، ويعرف بابن أبي الهول. من آثاره: «فضائل الشام ودمشق».